# Roderich Fick
Pour les articles homonymes, voir Fick.
Roderich Fick, né le 16 novembre 1886 et mort le 13 juillet 1955, est un architecte allemand, connu pour ses réalisations sous le Troisième Reich.

## Biographie
Roderich Fick est formé par Theodor Fischer. Il travaille entre 1910 et 1912 chez Alexander von Senger à Zurich et devient professeur à l'université technique de Munich en 1935, puis il dessine la résidence de Rudolf Hess à Munich en 1936, et rejoint le parti national-socialiste en 1937. Il obtient ainsi divers projets comme des bâtiments pour Adolf Hitler à Obersalzberg ou des casernes SS. Il est chargé de veiller à réorganiser la ville de Linz. Après la guerre, il est officiellement classé comme un « compagnon de route » (personne passivement complice des crimes nazis). Il participe à la reconstruction de Linz et se retire en Bavière.

## Galerie de réalisations

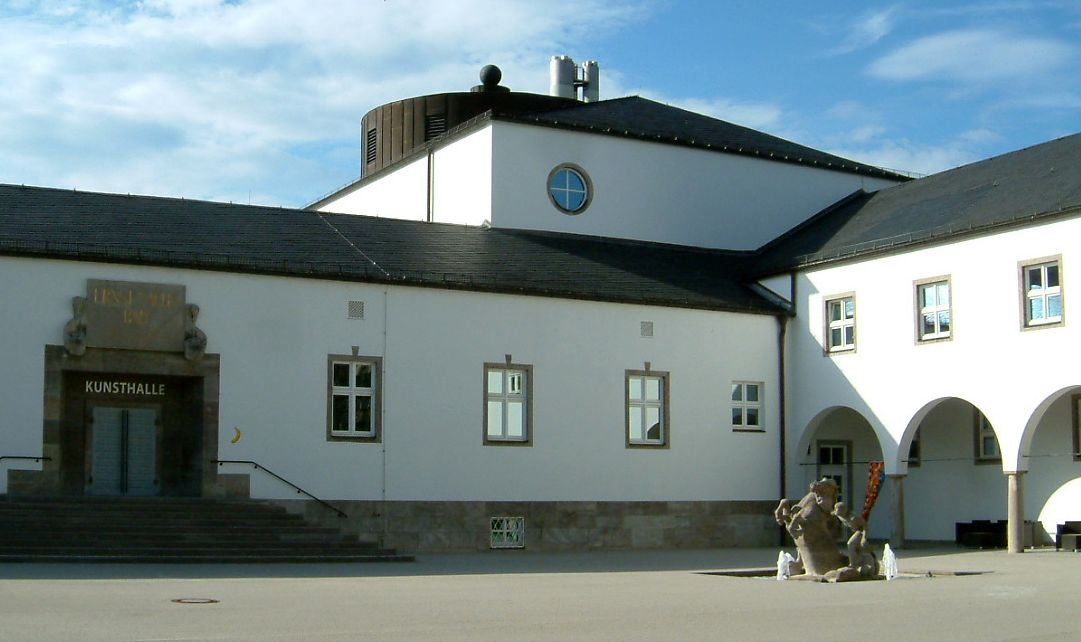
Un centre culturel à Schweinfurt.
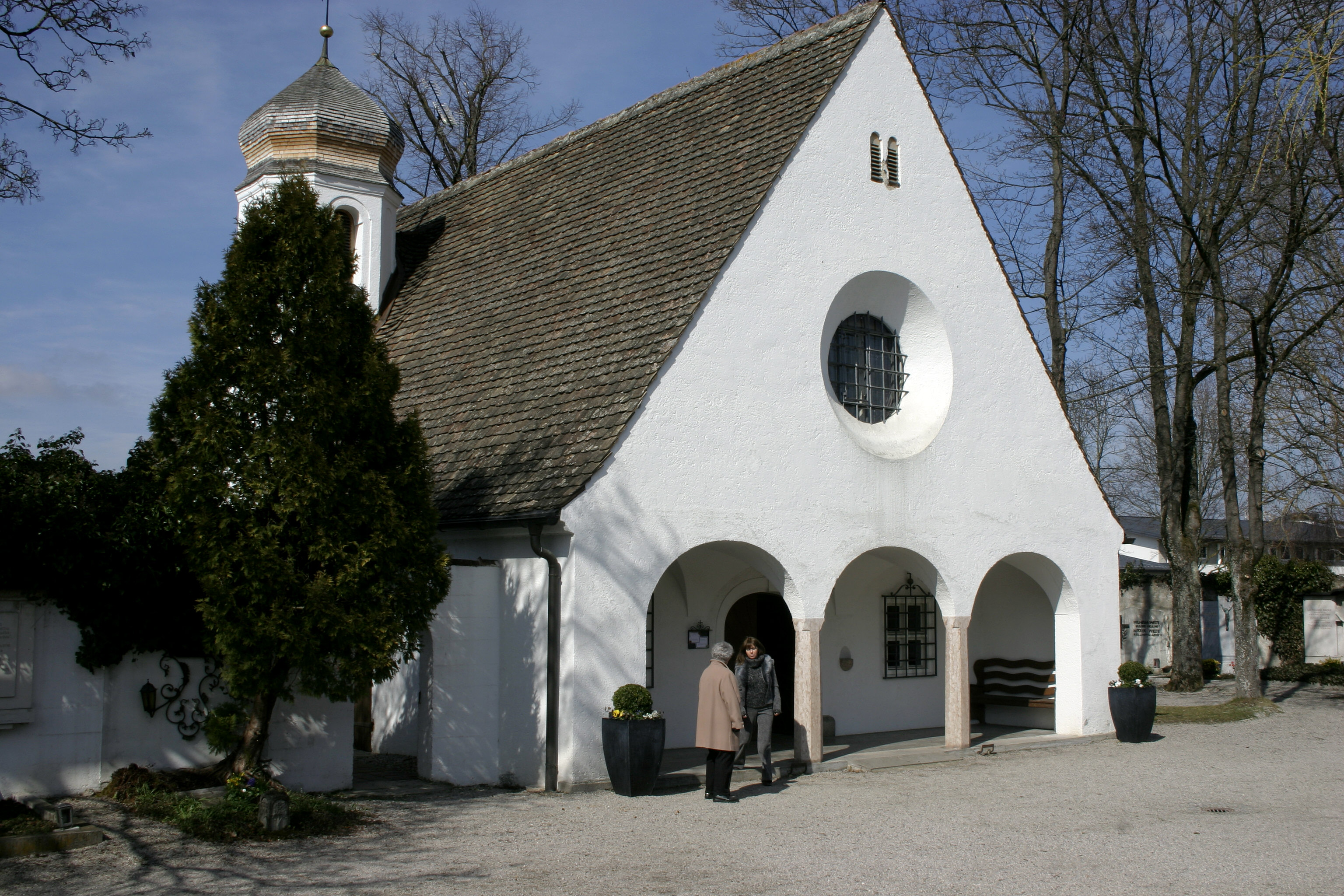
Une chapelle à Herrsching.
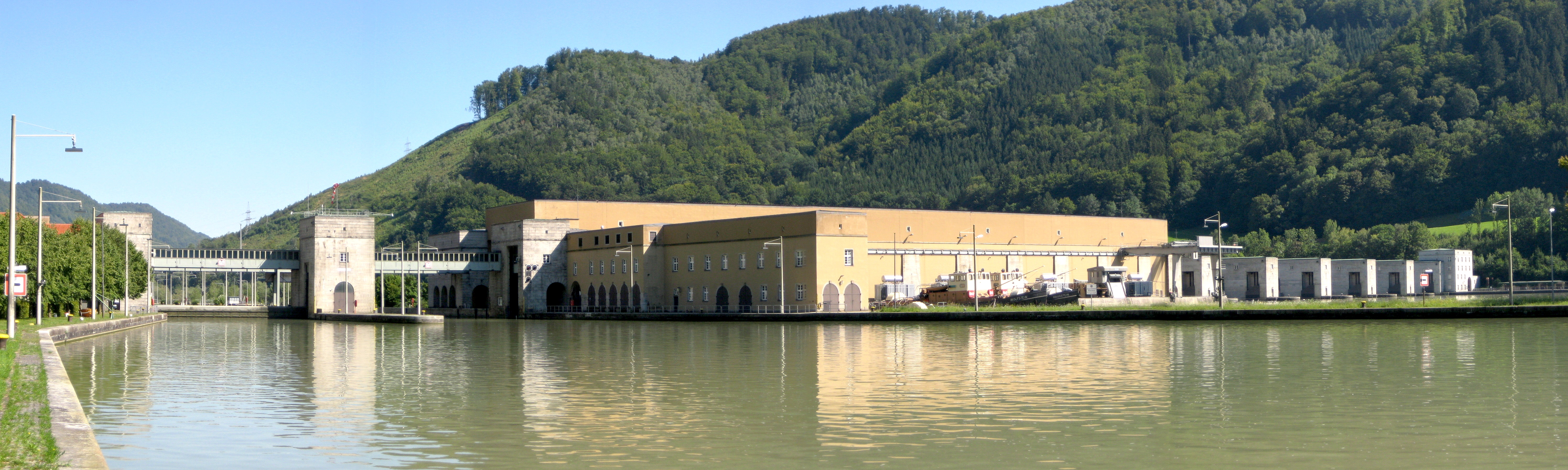
Un bâtiment à Passau.

## Sources
- (en) Cet article est partiellement ou en totalité issu de l’article de Wikipédia en anglais intitulé « Roderich Fick » (voir la liste des auteurs).